# Кеттенгаузен
Кеттенгаузен (нім. Kettenhausen) — громада в Німеччині, розташована в землі Рейнланд-Пфальц. Входить до складу району Альтенкірхен. Складова частина об'єднання громад Альтенкірхен.
Площа — 1,68 км2. Населення становить 294 ос. (станом на 31 грудня 2020).